# Oscar (mèo sinh học)
Oscar là một con mèo đen thuộc sở hữu của Kate Allan và Mike Nolan sống trên Đảo Channel của Jersey. Năm 2009, Oscar mất cả hai chân sau bị cắt đứt bởi một máy gặt đập liên hợp. Kể từ đó, nó đã trải qua một hoạt động tiên phong để được thêm chân giả. Việc điều trị đã được xem xét để sử dụng với con người. Một cuốn sách về câu chuyện của Oscar, Oscar the Bionic Cat đã được xuất bản năm 2013.

## Tai nạn
Vào tháng 10 năm 2009, ở tuổi hai năm rưỡi, Oscar mất cả hai chân của chân sau bị cắt đứt bởi một máy gặt đập liên hợp trong khi ở một cánh đồng ngô gần nhà ở Jersey. Chân bị cắt ở đoạn giữa mắt cá chân và bàn chân. Oscar was later found by a passing cyclist Oscar sau đó được tìm thấy bởi một người đi xe đạp đi qua người sau đó đã mang Oscar đến nhà của chủ sở hữu của mình. Mike Nolan, một giám đốc Công nghệ Thông tin làm việc trong một ngân hàng, đang ở nhà khi người phụ nữ mang Oscar đến; ông nói rằng tại thời điểm này Oscar như nằm trong vũng máu và ông tin rằng con mèo sẽ phải được cho an tử. Ông và chủ sở hữu khác của Oscar, Kate Allan, đã đưa con mèo bị thương đến bác sĩ thú y địa phương của họ Peter Haworth.

## Điều trị

### Điều trị ban đầu
Peter Haworth, bác sĩ thú y tại Bệnh viện thú y thời đại mới ở Jersey, băng bó vết thương của Oscar và dùng thuốc giảm đau cho mèo khiến nó cảm thấy thoải mái trong vài phút. Haworth sau đó đã giới thiệu Allan và Nolan cho bác sĩ phẫu thuật chỉnh hình thần kinh có trụ sở tại Surrey, Noel Fitzpatrick. Có rất nhiều thông tin liên lạc giữa bác sĩ phẫu thuật người Ireland và chủ sở hữu Jersey. Sau khi xem X-quang và hình ảnh, Fitzpatrick quyết định Oscar sẽ là một "bệnh nhân" lý tưởng một phần do tuổi còn trẻ. Oscar sau đó được bay đến lục địa Vương quốc Anh bằng hàng không mặc dù nó phải ở trong chuồng của mình trong tám giờ trong suốt hành trình.

## Bàn chân mới
Chủ sở hữu của Oscar đã làm rất nhiều việc "tìm kiếm câu trả lời trong thâm tâm" trước khi quyết định tiến hành việc này. Kate Allan sau đó nói rằng nguyên nhân cho sự không chắc chắn của cô là loại hoạt động được lên kế hoạch chưa từng được thực hiện trước đây. Mặc dù hoạt động được thực hiện bởi Noel Fitzpatrick là một ca bệnh đầu tiên trên thế giới, nhưng nó bắt chước một quá trình tự nhiên, tương tự như cách hươu phát triển xương gạc, theo cách mà cấy ghép phát triển qua da. Các bộ cấy đều được tùy chỉnh để khớp với các lỗ khoan vào xương mắt cá chân của Oscar. Chúng được gọi là chân giả cắt cụt qua da (ITAP) và được phát triển bởi Giáo sư Gordon Blunn và Tiến sĩ Catherine Pendegrass thuộc Trung tâm Kỹ thuật Y sinh của Đại học London. Chúng có cấu trúc tổ ong cho phép da liên kết với mô cấy để ngăn ngừa nhiễm trùng. Các bộ cấy được đặt vào các lỗ khoan để sau đó cho phép một "chiếc tất" được lắp trên chúng. The implants are placed into the drilled holes which then allow for a "sock" to be fitted over them.
Công nghệ ITAP hiện đang được thử nghiệm trên người và một bộ phận giả đã được chế tạo cho một phụ nữ bị thương trong vụ đánh bom London tháng 7 năm 2005. Fitzpatrick cho biết ông sẽ hoan nghênh cách tiếp cận hợp tác với các bác sĩ phẫu thuật khác làm việc về cắt cụt trên cơ thể con người.